# Emily Perl Kingsley
Emily I. Perl Kingsley, geboren als Emily I. Perl (geb. 28. Februar 1940 in New York) ist eine US-amerikanische Schriftstellerin, die seit 1970 für das Sesamstraße-Team schreibt.

## Leben
Ihr Sohn Jason Kingsley wurde 1974 mit Trisomie 21 geboren. Zur Zeit seiner Geburt glaubte man, dass solche Kinder niemals lernen könnten zu gehen oder zu sprechen. Kingsleys Werk als Schriftstellerin und Aktivistin für Kinder mit Behinderungen half dabei, diese Einstellung zu verändern. Ihre Erfahrungen mit Jason inspirierten sie dazu, Menschen mit Behinderungen in die Sesamstraße zu integrieren, darunter Tarah Schaeffer, eine Schauspielerin im Rollstuhl, und ihren Sohn Jason. Sein Leben war Thema einer einstündigen Spezialsendung This Is My Son in NBC. Er schrieb (zusammen mit Mitchell Levitz als Co-Autor) das Buch Count Us In: Growing Up With Down Syndrome.
1987 schrieb Kingsley Welcome to Holland, ein in vielen Sprachen übersetztes Werk, in dem sie die Erfahrung, ein Kind mit Behinderungen heranzuziehen, mit einer Reise in die Niederlande verglich. Im selben Jahr gewann sie mit dem TV-Film Kids Like These (erstausgestrahlt in CBS) zahlreiche Preise. In diesem Film geht es um ein Paar, dessen Kind Trisomie 21 hat.
Kingsley hat über 20 Kinderbücher geschrieben und war an zwei Sesamstraßen-Heimvideos (Elmo Learns To Share und Elmo Says Boo!) beteiligt. Sie war auch für andere Gesellschaften tätig, zuletzt noch an zwei interaktiven CD-ROMs von Disney.
Durch ihre Arbeit in der Sesamstraße hat sie 17 Emmys gewonnen und wurde 14-mal nominiert. Zudem erhielt sie drei EDI-Preise und den Grand-EDI-Preis (EDI steht für Equality, Dignity and Independence) von Easter Seals sowie eine Auszeichnung vom National Theatre of the Deaf.
Im Oktober 2008 erhielt sie einen Sonderpreis vom Gesundheitsministerium der Vereinigten Staaten zur Würdigung ihrer bahnbrechenden 38-jährigen Arbeit bei der Sesamstraße, in der sie Menschen mit Behinderungen einbezog.